# 조정명
조정명(趙呈明, 1993년 12월 24일~)은 대한민국의 루지 선수이다. 2014년과 2018년 동계 올림픽에 참가하였다.